# Station Barucice
Station Barucice is een spoorwegstation in de Poolse plaats Borucice.